# Świadome macierzyństwo

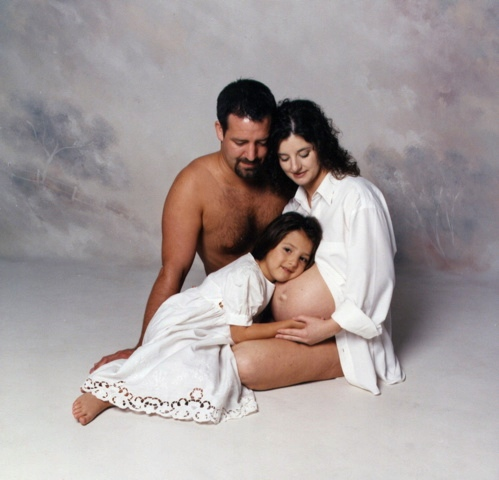
Małżeństwo oczekujące kolejnego dziecka

Świadome macierzyństwo – idea, zgodnie z którą kobieta, wraz ze swoim partnerem, powinni w sposób całkowicie racjonalny sterować swą płodnością, decydując się na posiadanie dzieci w liczbie adekwatnej do warunków materialnych, w momencie niezakłócającym ich funkcjonowania w społeczeństwie (np. nie w fazie pobierania nauki lecz już po osiągnięciu dojrzałości umysłowej, emocjonalnej i społecznej), w okresie optymalnym fizjologicznie (dla kobiety jest to wiek mniej więcej od 18 do 33-35 lat), a kolejne ciąże nie powinny następować zbyt szybko po sobie, zaś ciąża od początku powinna odbywać się pod kontrolą lekarza – by zmniejszyć możliwość urodzenia się dziecka z niepełnosprawnością.
Kwestia planowania potomstwa w świadomym macierzyństwie pozostaje sprawą kluczową. Temat oficjalnie pojawił się w okresie międzywojennym, kiedy to po pierwszej wojnie światowej uświadomiono sobie, iż o potędze państwa nie świadczy ilość bagnetów, lecz poziom społeczeństwa i technika którym ono dysponuje. Teoretycznie, w okresie dojrzałości, zdrowa kobieta może rodzić wielokrotnie, Boy wspomina o proletariuszce, która od siedemnastego roku życia zachodziła w ciążę 20 razy, wszystkie kończyły się poronieniem. U innej na 17 ciąż, z różnych powodów, przeżyło tylko troje dzieci. Wielodzietne rodziny to głownie cecha ubogich. Bogaci znają sposoby i mogą sobie zapewnić odpowiednią ilość potomstwa stosując najlepszą antykoncepcję a nawet aborcję. Świadome macierzyństwo jest trudne do osiągnięcia i nie zależy wyłącznie od samych zainteresowanych - ich świadomości i odpowiedzialności za swe poczynania bo np. w Polsce te kwestie regulują także restrykcyjne ustawy. Wytworzeniu pożądanej przez odpowiednie władze postawy w odniesieniu do rodzicielstwa sprzyjają praktykowane w wielu krajach zajęcia szkolne: religia i przysposobienia do życia w rodzinie, przy czym w poszczególnych krajach stosuje się różne nazwy i różny zakres tematyki tego przedmiotu.
W czasach, II RP świadome macierzyństwo zaczęli propagować głównie Tadeusz Boy-Żeleński i Irena Krzywicka. W 1931 roku (27 października) założyli w Warszawie pierwszą w Polsce poradnię świadomego macierzyństwa. W odpowiedzi na rozpoczętą nagonkę i zarzuty (aborcja oficjalnie była zakazana i karalna) na ścianie przychodni widniał napis: Tu się ciąży nie przerywa, tylko się ciąży zapobiega". Wówczas medycyna nie dysponowała skutecznymi środkami antykoncepcyjnymi ani technikami badań prenatalnych. Idea świadomego macierzyństwa sprowadzała się wówczas do uświadamiania, jak stosować dostępne wtedy metody antykoncepcji. Najbardziej skuteczny był wówczas tampon zwilżony octem. Nawet poznański oddział Zjednoczenia Katolickich Związków Polek analizował ewentualne korzyści z abstynencji seksualnej oraz sterylizacji. Dużym postępem była wydana przy kościelnym imprimatur broszura z 23.09.1932 roku Aleksandra Zajdlicza propagująca antykoncepcję metodę Ogino-Knausa (tzw. kalendarzyk).
W okresie PRL do idei świadomego macierzyństwa przykładano zwiększoną uwagę, bowiem państwo formalnie odpowiadało za poziom życia obywateli, co przy znacznym przyroście naturalnym nie było łatwe do osiągnięcia. Dzieci i młodzież były w ograniczonym zakresie uświadamiane seksualnie w ramach nauki przedmiotu biologii (po wprowadzeniu ośmioklasowej szkoły podstawowej w klasie ósmej, a w większym zakresie w klasach VI i VII po kolejnej reformie szkoły podstawowej na początku lat 80. XX wieku). Próba wprowadzenia tego tematu do szkół średnich w jeszcze szerszym zakresie została skutecznie oprotestowana przez przeciwników uświadamiania seksualnego.
Od 1957 r. propagowaniem świadomego macierzyństwa oraz wszelką pomocą seksuologiczną dla młodzieży, dorosłych i małżeństw zajęło się Towarzystwo Świadomego Macierzyństwa – kontynuator inicjatywy Boya-Żeleńskiego. Po roku 1989 wobec braku wsparcia ze strony państwa i zakładów pracy (głównie chodziło o lokale i darmowe środki przepisywane na receptę, bo część prac wykonywano społecznie), towarzystwo musiało zmienić zasady działania, ograniczyć swą działalność i zacząć w pełni zarabiać na siebie. Wśród osób propagujących idee świadomego macierzyństwa z wykorzystaniem metod naturalnych duży wpływ miała działalność naukowa prof. Włodzimierza Fijałkowskiego. Część ginekologów nie ograniczała się do propagowania jednej metody, lecz starała się dobierać środki antykoncepcyjne i swe porady optymalnie do sytuacji pacjentów i najnowszych osiągnięć nauki. Do najsłynniejszych, działających również w Towarzystwie, należeli Michalina Wisłocka, Mikołaj Kozakiewicz, Zbigniew Lew-Starowicz, Kazimierz Imieliński, Wiesław Sokoluk; także inni lekarze w nim działający propagowali wiedzę medyczną z zakresu seksuologii, wychowania, psychologii, co czasem wiązało się z koniecznością obalania różnorakich zabobonów czy stereotypów, obecnych w świadomości pacjentów.